# Тасмолинская культура
Тасмолинская культура — археологическая культура, к которой относятся памятники Центрального Казахстана эпохи раннего железа. Такое название основано на данных многочисленных археологических раскопок в урочище Тасмола.
Эпоха раннего железа в Центральном Казахстане датируется VII—2 в. до н. э. Это время широкого распространения особого типа погребальных сооружений на значительной территории современной Карагандинской области (Казахстан). Исследованием памятников раннего железного века на территории Сарыарки занимался археолог Мир Касымович Кадырбаев и др. Традиционно в развитии тасмолинской археологической культуры выделяют три этапа:
- ранний (VII—VI вв. до н. э.);
- средний (V—III вв. до н. э.);
- поздний (III—I вв. до н. э.).

А. З. Бейсенов выделил поздний, коргантасский этап (курганы с жертвенными отсеками и др.) с рядом аналогий на территории Синьцзяна, Монголии, Алтая; по А. Д. Таирову, это — мигранты.
Главное отличие памятников урочища Тасмола — это получившие широкое распространение именно в Центральном Казахстане так называемые, «курганы с усами». Несмотря на многовариантность данных памятников, почти все они объединены в единый архитектурный комплекс: они представлены главным курганом с погребением и вторым курганом, где обычно находится захоронение лошади, и, наконец, двумя дугообразными каменными «усами», всегда вытянутыми на восток.
Археологи выделяют четыре разновидности таких курганов с «усами»:
- 1 тип — когда с восточной стороны более крупного кургана строят один курган поменьше, а от малого кургана с восточной стороны отходит цепь — «усы»;
- 2 тип — когда два кургана строятся рядом, в направлении с юга на север, а затем от обоих курганов в восточном направлении отходит, похожая на усы каменная дуга;
- 3 тип — когда строится большой курган, а затем на нем возвышается другой, меньший по размеру; каменная дуга строится с восточной стороны главного кургана;
- 4 тип — аналогично 3 типу, за исключением того, что нет четких границ разделения между большим и малым курганом.

Археологи сходятся во мнении, что в элементах комплекса курганов с каменными грядами прослеживаются атрибуты солярного (то есть солнечного) культа: «усы» сложены «входом» на восток, к утреннему солнцу, жертвоприношение солнечному божеству коня. Нередки также находки прокаленного грунта и следы кострищ по концам каменных гряд.
Изученные памятники, определяют западную границу культуры в районе гор Улытау, южную — по Северной Бетпакдале и Северному Прибалхашью, восточную — по пришидертинским и баянаульским степям и далее к югу до Шубартау.
Распад тасмолинской культуры связывают с миграциями в восточной части сарматских археологических культур, юэчжей, усуней, хунну.

## Антропология
Антропологический тип населения — европеоидный с примесью монголоидности в результате давней метисации с группами, сформированными на границе лесостепной и степной зон Сибирии. Предполагается преемственность носителей тасмолинской культуры с предшествующим местным населением эпохи поздней бронзы..

## Палеогенетика
У образца KSH001.A0101 (Karashoky, 791—542 гг. до н. э.) определили Y-хромосомную гаплогруппу R1a1a1b2 (R-Z93) и митохондриальную гаплогруппу U5b2a1a2, у образца KSH002.A0101 (Karashoky, 894—790 гг. до н. э.) определили митохондриальную гаплогруппу H101, у образца KSH004.A0101 (Karashoky, VII—VI вв. до н. э.) определили Y-хромосомную гаплогруппу R1a1a1b (R-Z647; R-Z645) и митохондриальную гаплогруппу C4, у образца TAL003.A0101 (Taldy, VII—VI вв. до н. э.) определили Y-хромосомную гаплогруппу R1a1a1b2 (R-Z93) и митохондриальную гаплогруппу U5a1f1, у образца TAL005.A0101 (Taldy, 789—548 гг. до н. э.) определили Y-хромосомную гаплогруппу C2b (C-L1373) и митохондриальную гаплогруппу H6a1b, у образца AKB001.A0101 (Akbeit, 829—546 гг. до н. э.) определили Y-хромосомную гаплогруппу R1a1a1b (R-Z645) и митохондриальную гаплогруппу H6a1a, у образца BKT001.A0101 (Bektauta, 787—509 гг. до н. э.) определили Y-хромосомную гаплогруппу R1a1a1b2a (R-Z94) и митохондриальную гаплогруппу C4a1b, у образца KYZ001.A0101 (Kyzylshilik, 747—584 гг. до н. э.) определили Y-хромосомную гаплогруппу R1a1a1b2a (R-Z94) и митохондриальную гаплогруппу D4i, у образца KYZ002.A0101 (Kyzylshilik, 796—545 гг. до н. э.) определили митохондриальную гаплогруппу HV2a3, у образца KZL001.A0101 (Kyzyl, 786—490 гг. до н. э.) определили митохондриальную гаплогруппу I1a1, у образца KZL003.A0101 (Kyzyl, VII—IV вв. до н. э.) определили митохондриальную гаплогруппу I1a1, у образца NUR002.A0101 (Nurken, 785—540 гг. до н. э.) определили Y-хромосомную гаплогруппу R1a1a1b (R-Z647; R-Z645) и митохондриальную гаплогруппу H6a1b2, у образца SRK001.A0101 (Serekty, VIII—VI вв. до н. э.) определили митохондриальную гаплогруппу D4e, у образца TAL004.A0101 (Taldy, 800—540 гг. до н. э.) определили Y-хромосомную гаплогруппу R1a1a1b (R-Z645) и митохондриальную гаплогруппу A, у образца WAR001.A0101 (Warrior, 755—411 гг. до н. э.) определили Y-хромосомную гаплогруппу Q1a2a (Q-L475; Q-L53) и митохондриальную гаплогруппу H2b, у образца BIR010.A0101 (Birlik, VII—VI вв. до н. э.) определили Y-хромосомную гаплогруппу Q1a1 (Q-F1215, Q-F1096) и митохондриальную гаплогруппу D4b1, у образца BIR013.A0101 (Birlik, 786—490 гг. до н. э.) определили митохондриальную гаплогруппу Y1a1.